# Осада Юрьева (1224)
Осада Юрьева (эст. Tartu lahing) — сражение, которое произошло в 1224 году между войсками Ордена меченосцев, духовно-рыцарским орденом крестоносцев с одной стороны, и эстонским населением города Юрьева и отрядом новгородских дружинников с другой.

## Предыстория
В 1208 году крестоносцы начали завоевание эстонцев, нападавших на земли ливов и латгалов, лишь недавно покоренных крестоносцами. Эсты в то время были разделены на восемь больших и семь маленьких княжеств, слабо сотрудничающих друг с другом. В 1219 году к завоеванию присоединились датчане, в 1220 — шведы. Эстонцы смогли разбить шведское войско, но к зиме 1220 года совместными усилиями немцам и датчанам удалось захватить почти всю континентальную Эстонию. На завоеванных землях население было объявлено христианским.

## Восстание эстов
В 1223 году во всей Эстляндии развернулось восстание против крестоносцев. Немцам и датчанам эсты рубили головы; некоторых священников принесли в ритуальную жертву языческим богам. Ликвидировав таким образом гарнизоны, эсты овладели несколькими крепостями. На подмогу им вышли русские войска из Новгорода и Пскова, которые встали в ключевых крепостях — Феллине и Дерпте. Князю Вячко, чьё Кукейносское княжество к этому времени уже заняли крестоносцы, Новгород дал дружину в 200 ратников, чтобы он мог воссесть в Юрьеве или любом другом месте, которое сможет себе отвоевать.

## Первая осада Юрьева
К зиме 1223/1224 годов крестоносцам удалось отвоевать большинство крепостей на восставших землях. Юрьев оставался последним центром сопротивления крестоносцам между Чудским озером и морем. К его жителям с радостью присоединилось население Сакала, Уганди и других близлежащих земель. На пасху 1224 года крестоносцы осадили Юрьев, но после пяти дней боёв были вынуждены отойти. Тогда епископы направили к Вячко послов, предложив ему отказаться от «язычников-повстанцев» и покинуть крепость, однако он решил остаться. 

 И отправили епископы послов к королю в Дорпат (Darbetam), прося отступиться от тех мятежников, что были в замке, так как они оскорбили таинство крещения; бросив веру христову, вернулись к язычеству; братьев — рыцарей, собратьев и господ своих, одних перебили, других взяли в плен и таким образом вовсе извели в своих пределах, а все соседние области, перешедшие в веру христову, ежедневно грабили и опустошали. И не захотел король отступиться от них, так как, давши ему этот замок с прилегающими землями в вечное владение, новгородцы и русские короли обещали избавить его от нападений тевтонов.— Хроника Генриха Латвийского

## Вторая осада Юрьева
15 августа 1224 года войско крестоносцев, усиленное большим количеством обращённых в христианство ливов и леттов, вернулось под Юрьев, и вновь осадило город.
Вторая осада Юрьева в 1224 году длилась «много дней и ночей». Вячко и его двумстам дружинникам вновь предложили свободный выход из крепости. Однако князь, ожидавший подмоги из Новгорода, вновь отказался.
Крестоносцы построили множество осадных машин, изготовили бревенчатую осадную башню, которую постепенно двигали к крепости. В то же время крестоносцы вели подкоп стены. Осажденные использовали для обороны свои боевые орудия. Столкновения не утихали ни днем, ни ночью.

 Не было отдыха усталым. Днем бились, ночью устраивали игры с криками: ливы и лэтты кричали, ударяя мечами о щиты; тевтоны били в литавры, играли на дудках и других музыкальных инструментах; русские играли на своих инструментах и кричали; все ночи проходили без сна.— Хроника Генриха Латвийского
Примерно через две недели осады крестоносцы решили штурмовать город, и штурм оказался успешен. Когда Юрьев пал, крестоносцы учинили варварскую резню, не щадя ни женщин, ни детей. Генрих Латвийский пишет, что Вячко с группой дружинников принял бой в одном из укреплений крепости, но всех их в конце концов одолели, вытащили и убили. Из всех защитников Юрьева крестоносцы оставили жизнь только одному русскому из Суздаля — посадив на коня, его отправили в Новгород, чтобы он сообщил о падении Юрьева. Обещанная подмога из Новгорода дошла только до Пскова, где, получив печальное известие, новгородцы поспешили заключить мир с
немцами.

## Последствия
С падением Юрьева восставшие лишились последнего оплота и вынуждены были подписать с орденом мир, по которому вся центральная и южная Эстония перешла в немецкое владычество. Северная Эстония оставалась в руках датчан. Последним эстонским княжеством, продолжавшим сопротивление захватчикам, был остров Сааремаа (Эзель).